# Silverio Pinto Baptista

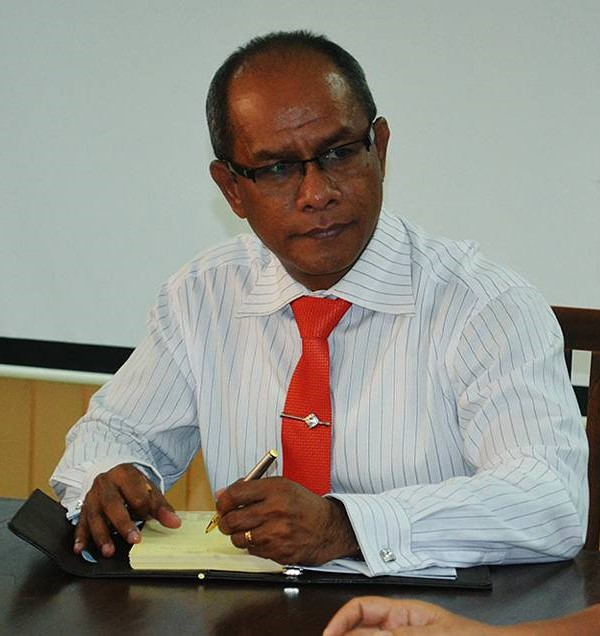
Silverio Pinto Baptista (2017)

Silverio Pinto Baptista (* 20. Juni 1969 in Dili, Portugiesisch-Timor) ist ein osttimoresischer Beamter und Menschenrechtler. Von 2014 bis 2018 war er Ombudsmann des Provedoria dos Direitos Humanos e Justiça (PDHJ, deutsch Ombudsrat für Menschenrechte und Recht).

## Werdegang
Baptista engagierte sich bereits in jungen Jahren im osttimoresischen Widerstand gegen die indonesischen Besatzung (1975–1999), in der er oft Zeuge von Menschenrechtsverletzungen durch die Besatzungsmacht wurde.
Baptista studierte ab 1991 an der Rechtsfakultät der Universität Indonesia in Jakarta und erhielt 1998 einen Bachelor in Recht. In dieser Zeit engagierte er sich in verschiedenen Studentenorganisationen, die sich für die Unabhängigkeit Osttimors einsetzten.
Nach dem Studium arbeitete er als Menschenrechtsanwalt für die Nichtregierungsorganisation HAK Association (HAK; Hukum, Hak Asasi, Keadilan; deutsch Gesetz, Grundrechte, Gerechtigkeit), die gegründet wurde um festgenommenen Osttimoresen während der indonesischen Besetzung Rechtshilfe zu geben. Seit dem Abzug der Indonesier 1999 arbeitet die HAK für die Realisierung einer osttimoresischen Gesellschaft, deren Ordnung auf der Souveränität des Volkes beruht und die autark, offen und demokratisch ist. Parallel arbeitete er in dieser Zeit ehrenamtlich für verschiedene Nichtregierungsorganisationen, wie Fokupers, ALFELA, Mahein Foundation und andere. Bald war Baptista bei der Hak Association Chief of Case Handling und von 2003 bis 2005 schließlich stellvertretender Direktor der HAK Association.
Am 28. Juni 2005 wurde Baptista vom Nationalparlament Osttimors zum stellvertretenden Ombudsmann des PDHJ für den Bereich Menschenrechte gewählt und im April 2010 für eine zweite Amtszeit von weiteren vier Jahren bestätigt. Im Oktober 2014 wurde er zum Ombudsmann des PDHJ gewählt. Die Vereidigung fand am 30. Oktober 2014 statt. Er folgte damit in dem Amt Sebastião Dias Ximenes. Baptista setzt bei seiner Arbeit beim PDHJ den Schwerpunkt mehr auf Bildungsmaßnahmen und Öffentlichkeitsarbeit, als auf die bloße Bekämpfung von Menschenrechtsverletzungen und Verstößen gegen das Prinzip der Good Governance. 2018 wurde Jesuína Maria Ferreira Gomes vom Parlament zur Nachfolgerin von Baptista zur Ombudsfrau der PDHJ gewählt.

## Sonstiges
Baptista ist seit 2006 verheiratet.
Am 17, Mai 2017 erhielt Baptista die Insignia des Ordem de Timor-Leste.